# أولاد البسايح (اولد العباس)
أولاد البسايح هو دُوَّار يقع بجماعة أهل أنكاد، عمالة وجدة أنكاد، جهة الشرق في المملكة المغربية. ينتمي الدوّار لمشيخة اولد العباس التي تضم 7 دواوير. يقدر عدد سكانه بـ 147 نسمة حسب الإحصاء الرسمي للسكان والسكنى لسنة 2004.

## روابط خارجية
- البوابة الوطنية للجماعات الترابية
- المندوبية السامية للتخطيط